# Elisabeth Christina av Braunschweig-Wolfenbüttel
Elisabeth Christina av Braunschweig-Wolfenbüttel, född 28 augusti 1691, död 21 december 1750; tysk-romersk kejsarinna och titulärdrottning av Spanien, gift i Barcelona 1708 med Karl VI. Hon var regent i Katalonien i Spanien mellan 1711 och 1713.

## Biografi
Elisabeth Christina var dotter till hertig Ludvig Rudolf av Braunschweig-Wolfenbüttel och Christine Louise av Oettingen. Hennes farfar hade ambitionen att arrangera en hög status åt henne genom äktenskap, och påbörjade 1703 förhandlingar med hennes blivande svägerska, kejsarinnan Wilhelmina Amalia, om äktenskap med Karl av Österrike. Karl hade år 1700 gjort anspråk på Spaniens tron och befann sig därför i Spanien, där han försökte erövra tronen från sin medtävlare. 

### Spanien
Elisabeth Christina beskrivs som intagande och bildad. För att kunna bli drottning av Spanien konverterade hon år 1707 till katolicismen i Bamberg i närvaro av kejsarfamiljen. Hon gjorde ett gott intryck genom sin vänlighet och anspråkslöshet, och efter konverteringen framställdes frieriet formellt. Hon vigdes med Karl med hans bror kejsar Josef I (tysk-romersk kejsare) som ombud 23 april 1708, och reste sedan via Genua till Spanien, där en andra vigsel skedde i Barcelona. Elisabeth Christina blev omtyckt både av sin make och allmänheten och fick en del inflytande över politiken. Hon trivdes dock inte med Spaniens kultur och hovetikett.    
Elisabeth Christina var berömd för sin skönhet och kallades "vita Liesl" på grund av sin ovanligt vita hy. Karl, som hade ett förhållande med grevinnan Althan vid tiden för bröllopet, blev förälskad i henne på grund av hennes skönhet vid deras första möte. Då Karl blev tysk-romersk kejsare, lämnade han Spanien 27 november 1711 och gjorde henne till regent och generalguvernör i Katalonien under sin frånvaro. 

### Kejsarinna
Karl beslöt två år senare att ge upp sina anspråk på den spanska tronen, och 19 mars 1713 lämnade hon Spanien och reste till Linz i Österrike, där hon blev krönt. Man höll sedan en påkostad välkomstprocession för henne i Wien. Paret levde i ett lyckligt familjeliv i Wien. Elisabeth Christina befann sig under hela sitt äktenskap under stark press på att föda en son: även sedan hon biologiskt sett inte kunde förväntas få fler barn, ska Karl ha vidhållit sina förhoppningar om att få en son, något hon hela tiden var medveten om och som gjorde hennes tillvaro påfrestande. Hon beskrivs som en kvinna vars enda fel var att hon inte kunde föda en levande son, och i Wien kallades hon godhjärtad, naturlig och vacker fram till att hon så småningom blev överviktig, och det sades att Maria Theresia fick sitt ointresse för kläder från henne. 

### Änkekejsarinna
Hon blev änkekejsarinna då maken vid sin död 1740 efterträddes av hennes dotter. Relationen mellan henne och Maria Theresia har traditionellt sett beskrivits som kärleksfull, men det finns i själva verket inget som stöder det: Maria Theresia var känd för att ofta och kraftfullt understryka hur mycket hon tyckte om de personer hon älskade, något hon exempelvis gjorde om sin syster; men trots detta är inga berömmande ord kända av Maria Theresia om Elisabeth Christina. Hon besökte dock sin mor punktligt i enlighet med det dagliga schema som upprättades av hennes rådgivare, och umgicks med henne i enlighet med den strikta spanska hovetikett som hon annars enbart använde sig av vid formella tillfällen. 
Elisabeth Christina avled av hjärtsvikt till följd av fetma och reumatism. Hon led under de sista åren av sitt liv av depression.

## Barn
1. Leopold (född o död 1716)
2. Maria Teresia av Österrike (1717–1780)
3. Maria Anna (1718–1744)
4. Maria Amalia (1724–1730)